# Sailin' Shoes
Sailin' Shoes è il secondo album dei Little Feat, uscito nel febbraio 1972, per la Warner Bros. e registrato presso gli Amigos Studios, Sunset Sound e T.T.G.

## Tracce
Lato A
1. Easy to Slip – 3:19 (Lowell George, Fred Martin)
2. Cold, Cold, Cold – 3:58 (Lowell George)
3. Trouble – 2:15 (Lowell George)
4. Tripe Face Boogie – 3:14 (Bill Payne, Richard Hayward)
5. Willin' – 2:54 (Lowell George)
6. A Apolitical Blues – 3:25 (Lowell George)

Durata totale: 19:05
Lato B
1. Sailin' Shoes – 2:49 (Lowell George)
2. Teenage Nervous Breakdown – 2:10 (Lowell George)
3. Got No Shadow – 5:05 (Bill Payne)
4. Cat Fever – 4:35 (Bill Payne)
5. Texas Rose Cafe – 3:43 (Lowell George)

Durata totale: 18:22

## Formazione
- Bill Payne - tastiere, accordion, voce solista (brano: Cat Fever)
- Lowell George - voce solista, chitarre, armonica
- Richard Hayward - batteria, percussioni, accompagnamento vocale
- Roy Estrada - basso, accompagnamento vocale

Ospiti
- Sneaky Pete Kleinow - chitarra steel (brani: Willin' e Texas Rose Cafe)
- Debbie Lindsey - voce (brani: Sailin' Shoes e Cold, Cold, Cold)
- Milt Holland - percussioni (brani: Easy to Slip e Trouble)
- Ron Elliott - chitarra elettrica (brano: A Apolitical Blues)

Note aggiuntive
- Ted Templeman - produttore
- Lenny Waronker - produttore esecutivo
- Donn Landee - ingegnere del suono, mixaggio
- Eddie Bracken - ingegnere del suono (brano: Sailin' Shoes)
- Bob Hata - ingegnere del suono (brano: Trouble)[2]